# Ambroży Towarnicki
Ambroży Towarnicki herbu Sas (ur. 19 grudnia 1836 we Lwowie, zm. 21 marca 1884 w Wiedniu) – polski lekarz, polityk.

## Życiorys

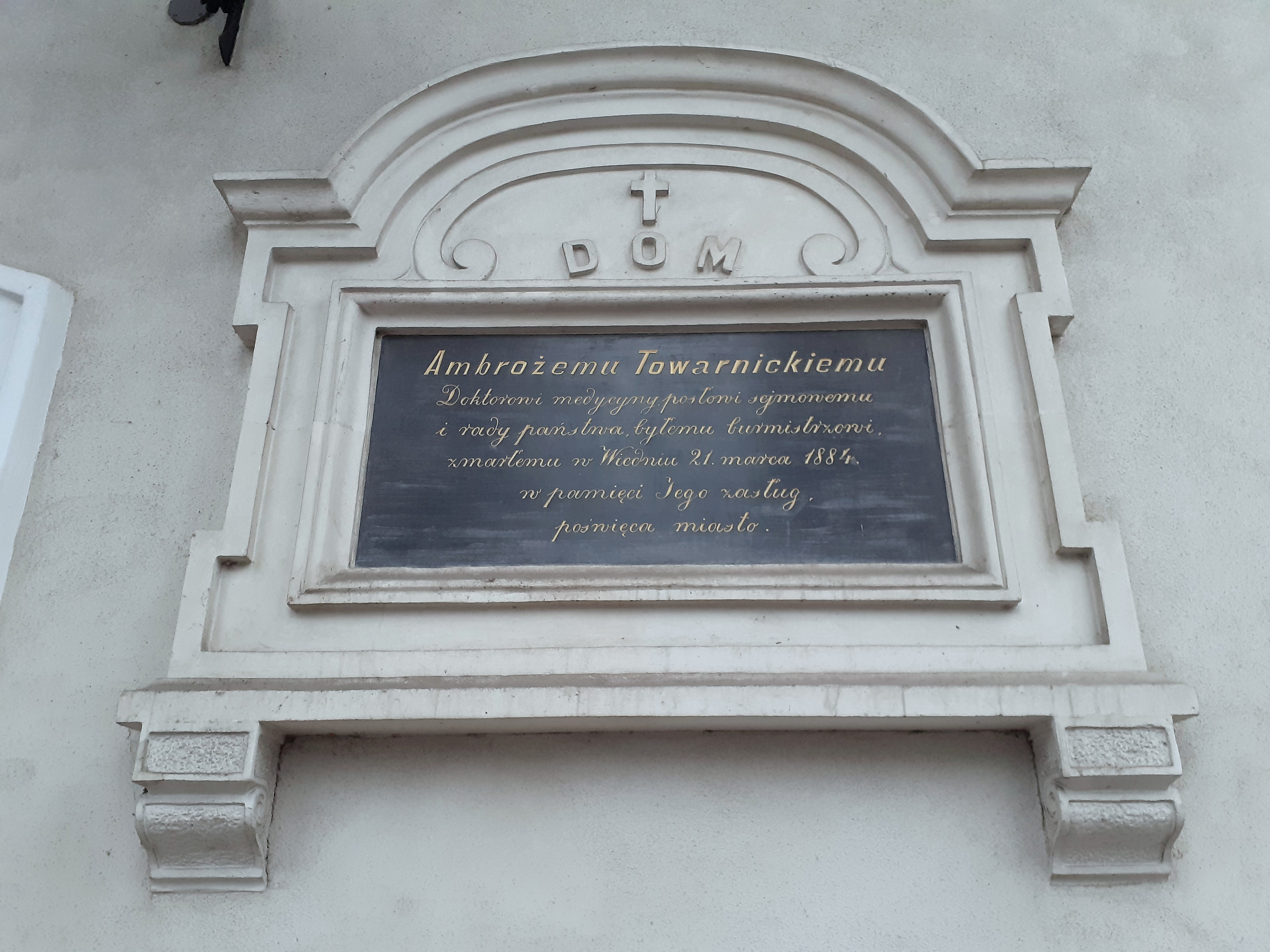
Tablica pamiątkowa na kościele Świętej Trójcy w Rzeszowie

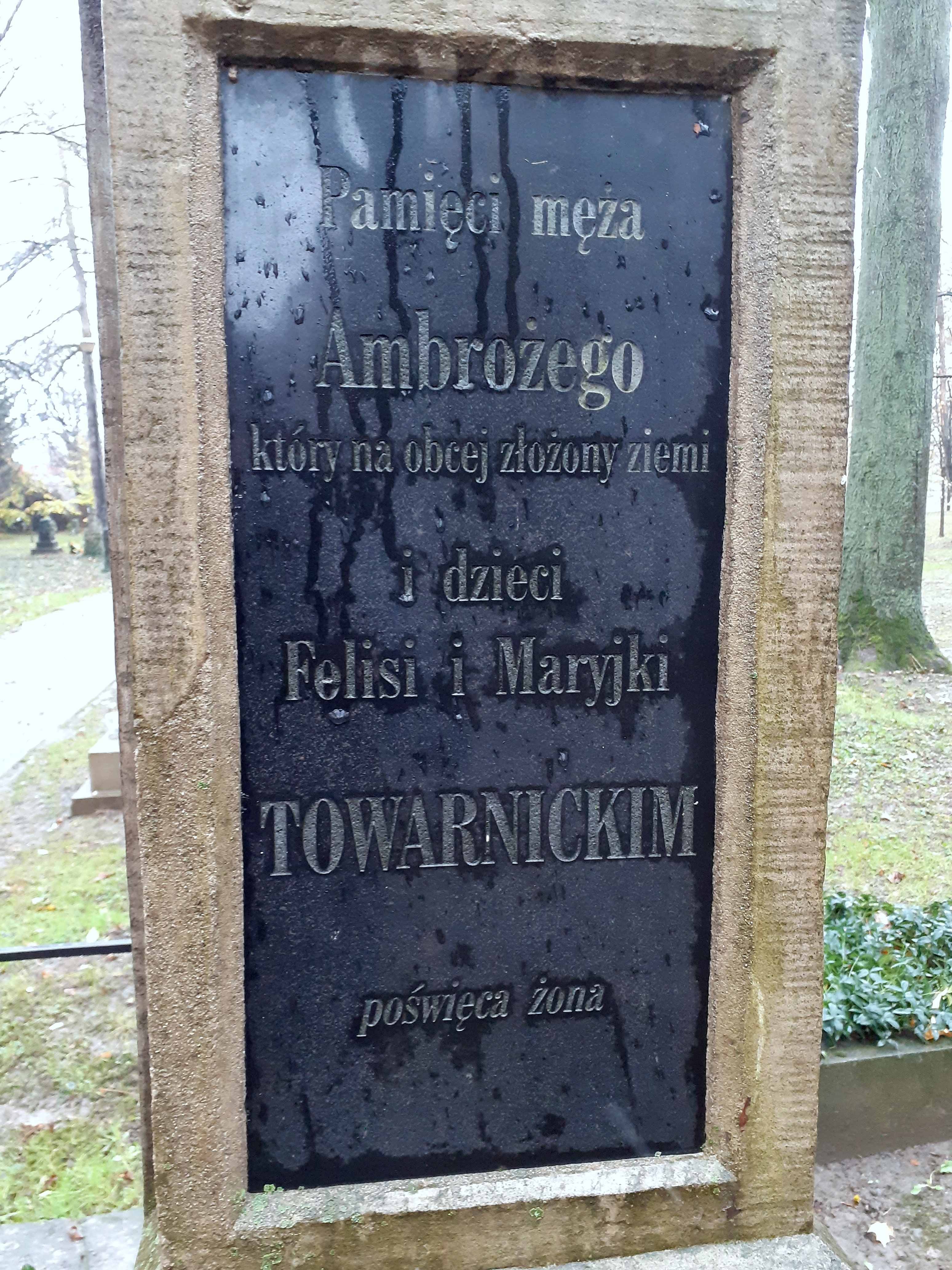
Upamiętnienie na grobowcu dr. Jana Towarnickiego na Starym Cmentarzu w Rzeszowie

Urodził się 19 grudnia 1836 we Lwowie. Był synem Jana, zarządcy dóbr (cesarskich i państwowych) i Anny z domu Dębskiej. Naukę rozpoczął w Brzeżanach, a ukończył w Samborze. Dalszy etap jego edukacji to studia prawnicze we Lwowie, a następnie medyczne w Krakowie. W 1863 w wieku 26 lat rozpoczął pracę jako lekarz w Bursztynie. Sprzeciwiał się przesądom medycznym z poprzednich stuleci i opierał swoją działalność praktyczną na zasadach racjonalnych. W 1865 po śmierci stryja – Jana Warny Towarnickiego – został kuratorem jego fundacji i przeniósł się do Rzeszowa. Z miastem naszym wiązał się na prawie dwadzieścia lat. Praktyki lekarskiej nie prowadził, lecz poświęcił się całkowicie służbie społecznej i zarządzaniu wspomnianą fundacją.
Od samego początku uczciwie i rozważnie dysponował powierzonymi mu zasobami i zdobył uznanie społeczne. W 1867 w pierwszych wyborach do autonomicznej rady miejskiej nie uczestniczył, ale już podczas kolejnych wyborów 2 maja 1870 został obwołany burmistrzem. Urząd ten sprawował przez cztery kolejne kadencje, tj. przez prawie 12 lat, z krótką przerwą na przełomie 1873 i 1874. Ten bardzo korzystny dla rozwoju miasta okres nazwano później „dobą Towarnickiego”. Początkowe lata urzędowania nie były łatwe. We wrześniu 1873 podał się do dymisji.
W listopadzie 1874 okazało się, że jedynym kandydatem, mającym szansę na uporządkowanie spraw miejskich, jest Towarnicki i jego to ojcowie miasta (tak wtedy nazywano radnych) jednogłośnie wybrali na naczelnika. Wykorzystując poparcie rady i mieszkańców przystąpił do porządkowania spraw miejskich. Sporo uwagi poświęcił organizacji zarządzania. Powołał komisję byłych burmistrzów i rozpoczął starania o uzyskanie przez miasto statusu uprawnienia samorządu, które zakończyły się powodzeniem dopiero po kilkunastu latach zabiegów, w 1889.
Za nie mniej ważne od organizacyjnych uznawał burmistrz kwestie gospodarcze. We wrześniu 1875 uzyskał zezwolenie starostwa powiatowego, aby targi tygodniowe i jarmarki roczne odbywały się częściej. Targi i jarmarki stanowiły ważne źródło dochodów mieszkańców, a co za tym idzie i miasta. Towarnicki dążył do uzdrowienia budżetu miejskiego i likwidacji niedoborów. Zdawał sobie sprawę, że można to osiągnąć nie tylko przez odpowiednią politykę podatkową, rozsądnie przyznawane koncesje, ale także dzięki inwestycjom miejskim i przemyślanym kredytom.
Chronił miasto przed obciążeniami koszarowymi na rzecz wojska, ale jednocześnie zdawał sobie sprawę, że posiadanie przez miasto jednostki wojskowej jest źródłem dochodu mieszkańców, a ponadto ułatwiać może starania o uzyskanie połączeń kolejowych. Zabiegał o zrealizowanie projektu budowy linii kolejowej Rzeszów – Jasło. Starania te ukończyli jego następcy w 1890. Na początku swojego urzędowania rozpoczął prace nad reorganizacją straży miejskiej.
Za rządów Towarnickiego we wrześniu 1871 powstało seminarium rzeszowskie. Stwarzano też korzystne warunki dla przyjeżdżających teatrów objazdowych. W ostatnich miesiącach jego urzędowania postanowiono zorganizować pierwszy wieczorek mickiewiczowski.
W 1878 Ambroży Towarnicki wybrany został posłem na Sejm Krajowy, a wkrótce potem uzyskał mandat do Rady Państwa. Wtedy jego działalność w grodzie nad Wisłokiem stała się z konieczności mniej aktywna. Reprezentował jednak interesy miasta we Lwowie, a także w Wiedniu.
W 1882 zrezygnował z urzędu burmistrza. Osiadł na stałe w stolicy Austrii i tam 21 marca 1884 zmarł na serce. Został pochowany w Wiedniu.